# NGC 144
NGC 144  هي مجرة حلزونية تقع في كوكبة قيطس (كوكبة). اكتشفها فرانك مولر في عام 1886.

## وصلات خارجية
- NGC 144 على موقع ويكي سكاي: DSS2, SDSS, GALEX, IRAS, Hydrogen α, X-Ray, Astrophoto, Sky Map, Articles and images